# Eleonoren-Gymnasium Worms
Das Eleonoren-Gymnasium (kurz Elo) ist eines der drei Gymnasien in der rheinhessischen Stadt Worms. Benannt ist es nach der Großherzogin Eleonore von Hessen-Darmstadt.

## Geschichte

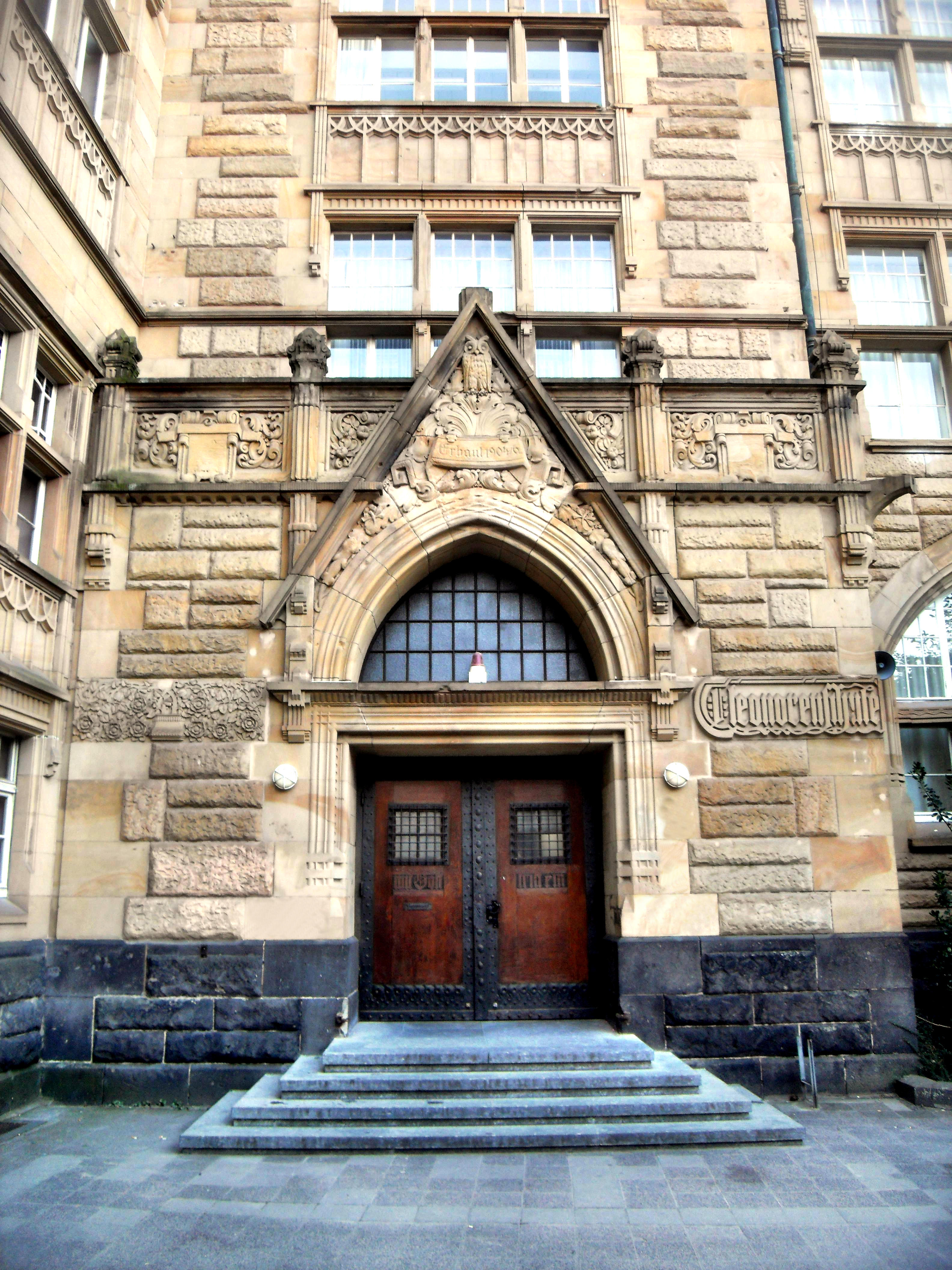
Haupteingang des Eleonoren-Gymnasiums mit historischen Inschriften

Das Gymnasium wurde 1874 als überkonfessionelle Höhere Mädchenschule aufgrund der privaten Initiative mehrerer Wormser Bürger gegründet. Es war damals die vierte Mädchenschule neben den drei bestehenden, konfessionell getrennten, Privatinstituten. Anfangs am heutigen Weckerlingplatz beheimatet, zog die Schule nach Vereinigung mit den Instituten für evangelische und jüdische Mädchen 1891 in die heutige Hagenstraße um.
1904 konnte mit dem lange in Aussicht gestellten Neubau am damaligen Wasserturmplatz begonnen werden, eingeweiht wurde das Gebäude am 18. Oktober 1906. Seit jenem Tag trägt die Schule offiziell den Namen der Großherzogin Eleonore von Hessen-Darmstadt.
Das Schulgebäude entstammt der Planung des Wörrstädter Architekten Georg Metzler und wurde mehrfach erweitert. Ursprünglich war die Gebäudeecke mit dem Haupteingang von einem schlanken Turm bekrönt, der nach Schäden im Zweiten Weltkrieg nicht wiederaufgebaut wurde. Teile des Schulgebäudes stehen unter Denkmalschutz.
In der Zeit ab 1945 wurde das Gebäude von Dienststellen der Stadtverwaltung und der Polizei belegt, die Turnhalle (heute Aula) wurde zum Roxy-Kino umgebaut. Der Schulbetrieb fand deshalb zuerst in der Oberrealschule statt, ab 1951 in der Neusatz-Schule. Erst 1963 konnte die Schulgemeinschaft in den Gebäudekomplex am Karlsplatz zurückkehren. Die Baumaßnahmen an der Schulhauserweiterung und den neuen Sporthallen in der Brucknerstraße wurden 1964 abgeschlossen.
1971 endet die Zeit als reine Mädchenschule durch Einführung der Koedukation. 1975 begann die Einführung der reformierten rheinland-pfälzischen gymnasialen Oberstufe, MSS, und erforderte eine erneute Erweiterung des Gebäudekomplexes. Diese konnte 1976 bezogen werden.
Bemerkenswert ist die Generalsanierung im Schuljahr 1991/1992, die eine Auslagerung des gesamten Unterrichts erforderte. Knapp 1.100 Schüler in 48 Klassen mussten dafür auf vier Schulen im Stadtgebiet verteilt werden. Mit der Sanierung und Modernisierung wurden die Erweiterungen aus den 1960er und 1970er Jahren mit Klassensälen und einer neuen Schulbibliothek aufgestockt sowie in der Aula die Einbauten aus der Zeit des Kinobetriebs entfernt.

## Die Schule heute
Im Schuljahr 2024/25 besuchten etwa 1150 Schülerinnen und Schüler das Eleonoren-Gymnasium. Seit 2024 ist Leszek Lupa Schulleiter. Zuvor leitete Rita Lodwig von 2014 bis 2024 die Schule.

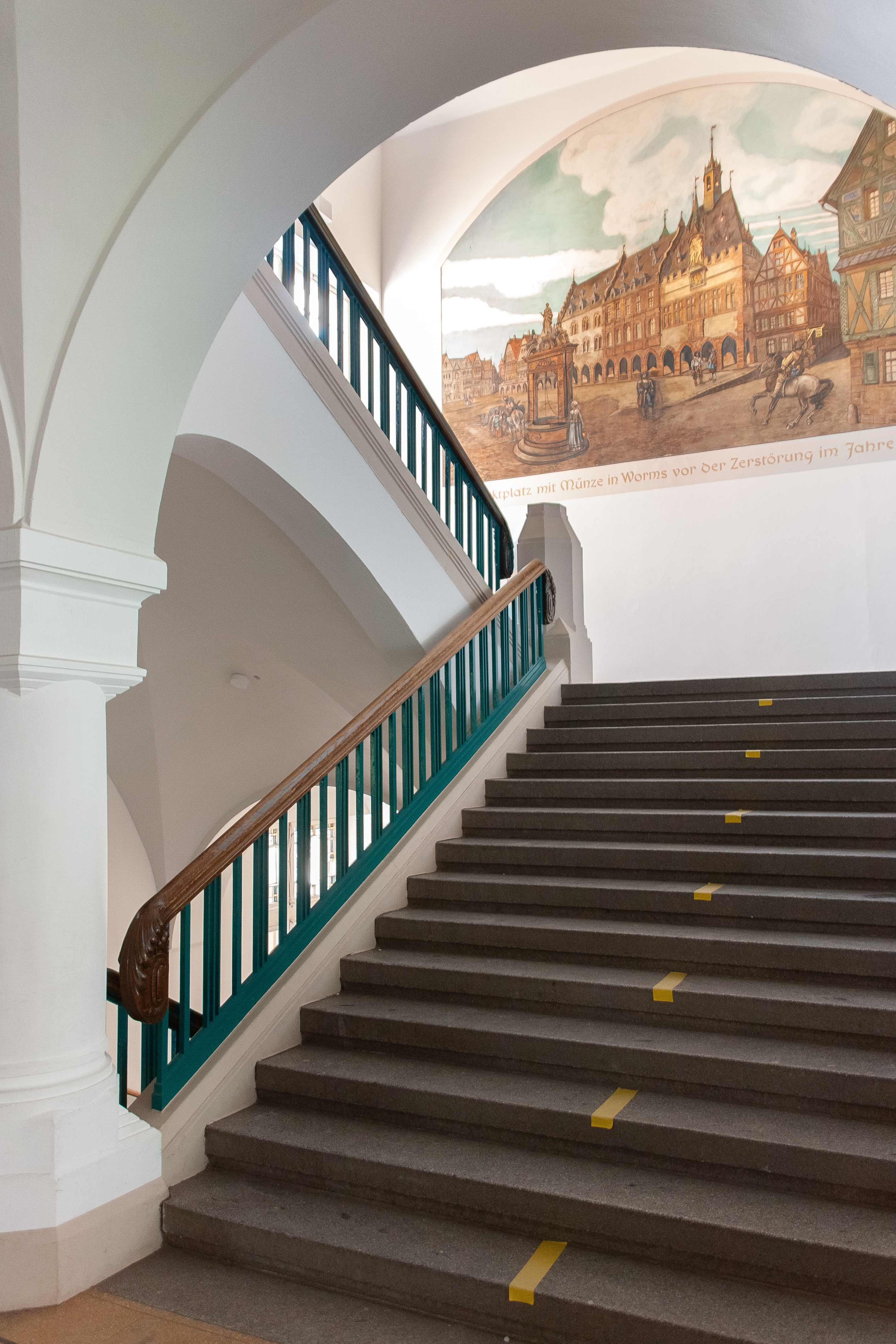
Zentrales Treppenhaus

## Pädagogisches Angebot

### BEGYS
Seit 1997 wurden durchgehend BEGYS-Klassen eingerichtet. Das Akronym steht für Begabtenförderung am Gymnasium durch Schulzeitverkürzung. Es beschreibt ein Modell, durch das besonders leistungsbegabte Schülerinnen und Schüler in einer eigens eingerichteten BEGYS-Klasse die Mittelstufe in drei statt vier Jahren durchlaufen. Die Teilnahme ist freiwillig, nur bedingt durch die Zustimmung der Eltern und der Klassenkonferenzen.

### Fremdsprachen
Den Schülern der fünften Klassen werden als erste Fremdsprache Englisch oder Französisch angeboten. Ab der sechsten Klasse wird als zweite Fremdsprache zwischen Französisch, Englisch und Latein gewählt. Hinzu kommen optional ab Klassenstufe neun Italienisch oder Latein als dritte Fremdsprache und Arbeitsgemeinschaften in Russisch sowie Chinesisch.
Im Frühjahr 2018 wurde das Eleonoren-Gymnasium als eine Europa-Schule des Landes Rheinland-Pfalz zertifiziert.

### MINT-Fächer
Das Gymnasium wurde 2020 zum dritten Mal als „MINT-freundliche Schule“ ausgezeichnet und war Teil des SINUS-Programms. Es besteht die Möglichkeit, Informatik als Leistungskurs zu belegen.

### Musische Fächer
Als Besonderheit gilt das Angebot einer Gesangsklasse ab der fünften Klassenstufe. Hier werden musikalisch interessierte Schüler im Klassenverband zusammengezogen und erhalten u. a. für zwei Jahre eine zusätzliche Unterrichtsstunde in Musik.
In den Fächern Bildende Kunst und Musik werden jeweils Leistungskurse angeboten.
„Darstellendes Spiel“ kann seit 2013 in der Oberstufe als Grundfach gewählt werden; mit der Möglichkeit darin die mündliche Abiturprüfung abzulegen.

## Persönlichkeiten

### Lehrer
- Samson Rothschild (1848–1939), jüdischer Religionslehrer und Historiker
- Josef Schork (* 1934), Regionalhistoriker
- Peter Schubert (* 1938), Maler und Hochschullehrer[10]
- Harald Weirich (1942–2000), Librettist
- Hans-Ulrich Buchholz (1944–2011), Ruderer

### Schüler
- Anne Marx (1913–2006), Lyrikerin
- Marie-Luise Heller (1918–2009), bildende Künstlerin
- Marie-Elisabeth Klee (1922–2018), Politikerin
- Christine Hach (* 1966), Bildhauerin
- Jutta Müller (* 1968), Profi-Windsurferin
- Johanna Steiner (* 1983), Hörspielautorin
- Peter Englert (* 1990), Schauspieler